# Antoni Szaliński

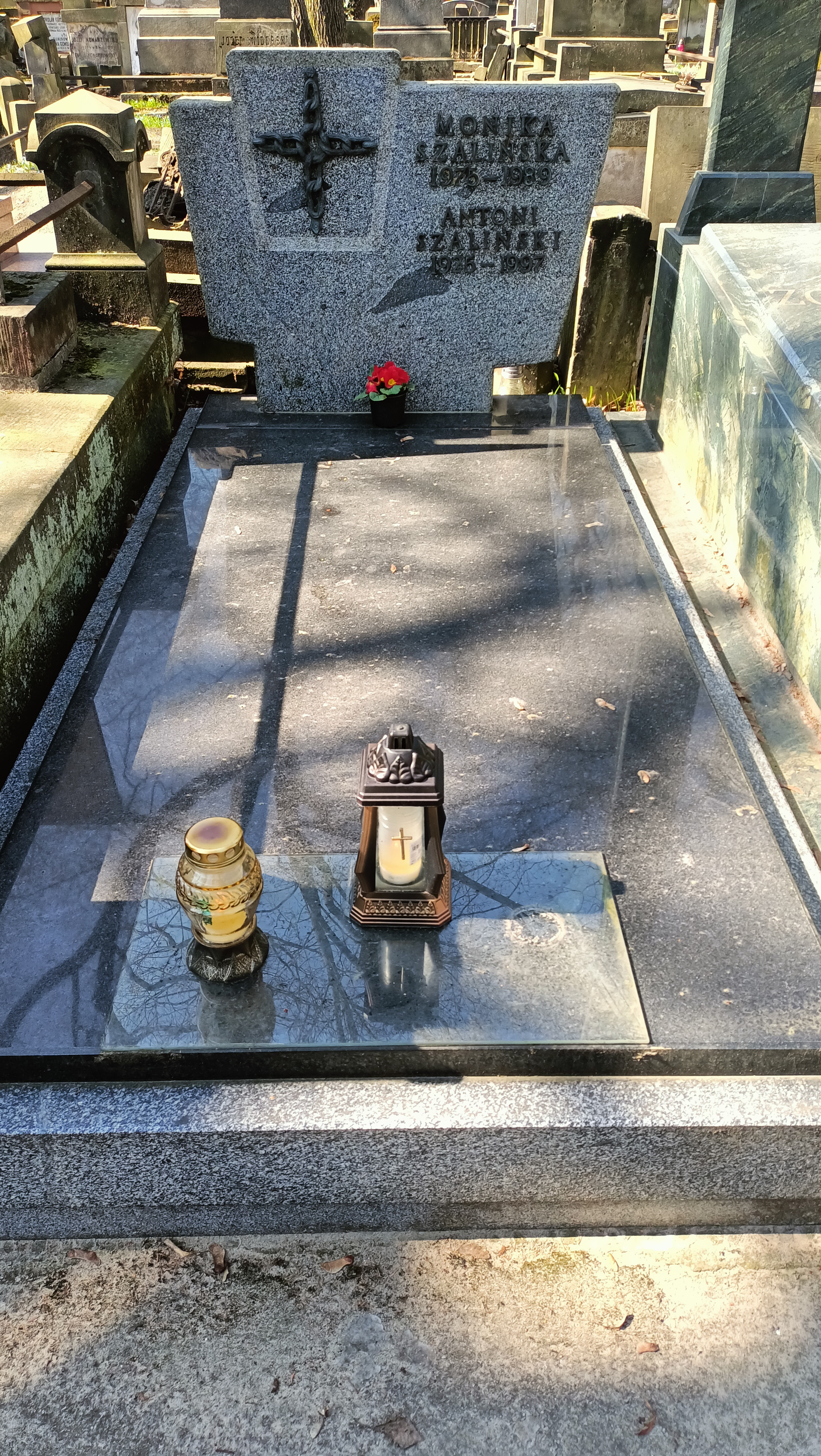
Grób Antoniego Szalińskiego na cmentarzu Powązkowskim w Warszawie

Antoni Szaliński (ur. 25 sierpnia 1925, zm. 1997) – polski kompozytor, dyrygent i pedagog.
W 1960 rozpoczął pracę w PWSM w Warszawie. Od 1969 wieloletni dziekan i prodziekan Wydziału Wychowania Muzycznego oraz Edukacji Muzycznej tej uczelni. W latach 1974–1978 kierownik Chóru Filharmonii Narodowej w Warszawie. Współpracował również z innymi chórami, w tym z Chórem SGPiS, z którym m.in. wystąpił w 1975 w Bundestagu w koncercie dla przewodniczącej Annemarie Renger. Skomponował około 300 utworów, w tym dzieła symfoniczne i kameralne, pieśni chóralne i solowe, piosenki a także utwory fortepianowe. Odznaczony Krzyżem Kawalerskim Orderu Odrodzenia Polski.

## Upamiętnienie
- Antoni Szaliński jest patronem Prywatnej Szkoły Muzycznej I st. nr 1 w Żyrardowie (posiadającej uprawnienia szkoły publicznej)[6]
- W rok stulecia urodzin na Uniwersytecie Muzycznym Fryderyka Chopina odbył się koncert poświęcony jego twórczości[7].